# Луди речник
„Луди речник” је југословенска телевизијска серија снимљена 1973. године у продукцији Телевизије Београд.

## Епизоде
| Сезона | Епизода | Назив      | Датум            |
| ------ | ------- | ---------- | ---------------- |
| 1      | 1       | У друштву  | 26. марта 1973.  |
| 1      | 2       | Доколица   | 2. априла 1973.  |
| 1      | 3       | Претварање | 9. априла 1973.  |
| 1      | 4       | /          | ?                |
| 1      | 5       | /          | 23. априла 1973. |
| 1      | 6       | /          | 30. априла 1973. |

## Улоге
| Глумац                     | Улога              |
| -------------------------- | ------------------ |
| Љубиша Бачић               | Лутка (5 еп. 1973) |
| Татјана Бељакова           | Лутка (5 еп. 1973) |
| Добрила Матић              | Лутка (5 еп. 1973) |
| Зоран Ратковић             | Лутка (5 еп. 1973) |
| Властимир Ђуза Стојиљковић | (5 еп. 1973)       |
| Зафир Хаџиманов            | (4 еп. 1973)       |
| Бисера Велетанлић          | (4 еп. 1973)       |
| Милутин Бутковић           | (2 еп. 1973)       |
| Петар Краљ                 | (1 еп. 1973)       |
| Јелисавета Сека Саблић     | (1 еп. 1973)       |
| Боро Стјепановић           | (1 еп. 1973)       |
| Бора Тодоровић             | (1 еп. 1973)       |

Комплетна ТВ екипа ▼
| Редитељ    | Србољуб Станковић | (5 еп. 1973) |
| Сценариста | Бора Ћосић        | (5 еп. 1973) |